# Innerthal
Innerthal je obec ve švýcarském kantonu Schwyz. Žije zde 173 obyvatel.

## Geografie

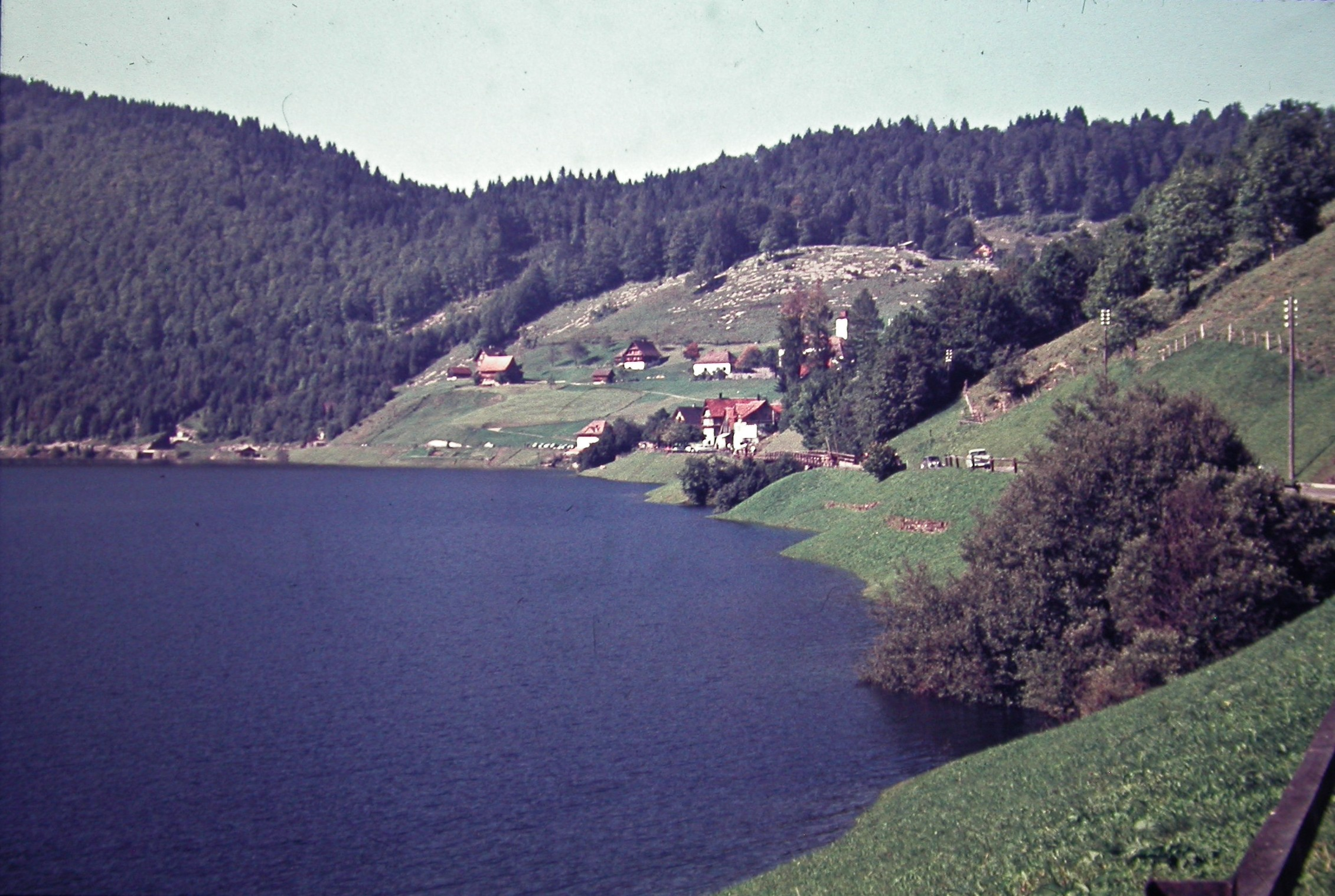
Innerthal

Innerthal je horská obec v údolí Wägital. Leží v kotlině obklopené horami Gross Aubrig, Fluebrig, Mutteristock (s nadmořskou výškou 2294 m je také nejvyšším bodem obce) a Brünnelistock na severovýchodním břehu jezera Wägitalersee. Na východě je hranice obce zároveň hranicí kantonu Schwyz se sousedním kantonem Glarus. Na jihu se hranice obce rozkládá na silnici přes průsmyk Pragelpass. Přibližně třetinu rozlohy obce tvoří buď lesy, zemědělská půda, nebo neproduktivní horská krajina. V obci se nachází jeskyně Zindelen.

## Historie

Letecký pohled (1923)

První zmínka o oblasti je z roku 1257 pod názvem Wegental. Zmínka o kapli sv. Kateřiny ve Wägitalu pochází z roku 1397.
V roce 1480 byla obec oddělena od Tuggenu a Wägital se stal samostatnou politickou obcí. Morová epidemie v roce 1629 si vyžádala více než 350 obětí, tedy více než polovinu obyvatel údolí; vznikly zde hromadné hroby.
V roce 1776 se Innerthal a Vorderthal oddělily a staly se samostatnými obcemi.
V roce 1860 byla vybudována silnice do Wägitalu a Innerthal zažil rozmach, když byl v následujícím roce otevřen nový lázeňský hotel na jezeře. Od roku 1894 jezdila do Wägitalu pošta tažená koňmi a v roce 1908 sem byla poprvé zavedena elektřina.
V letech 1922 až 1925 bylo jezero Wägital přehrazeno 111 metrů vysokou zdí. Její výstavba znamenala zlom v historii Innerthalu: v roce 1920 zde žilo 369 obyvatel. Po dokončení výstavby muselo více než 100 lidí obec opustit a v roce 1930 zde žilo již jen 223 obyvatel. Jen někteří z nich se mohli přestěhovat do vyšších poloh. Starý vesnický kostel byl před zatopením vyhozen do povětří a v novém centru obce byla postavena nová budova.

## Obyvatelstvo
| Vývoj počtu obyvatel | Vývoj počtu obyvatel | Vývoj počtu obyvatel | Vývoj počtu obyvatel | Vývoj počtu obyvatel | Vývoj počtu obyvatel | Vývoj počtu obyvatel | Vývoj počtu obyvatel | Vývoj počtu obyvatel |
| -------------------- | -------------------- | -------------------- | -------------------- | -------------------- | -------------------- | -------------------- | -------------------- | -------------------- |
| Rok                  | 1850                 | 1900                 | 1950                 | 1970                 | 1990                 | 2000                 | 2010                 |                      |
| Počet obyvatel       | 302                  | 320                  | 210                  | 184                  | 157                  | 176                  | 199                  |                      |

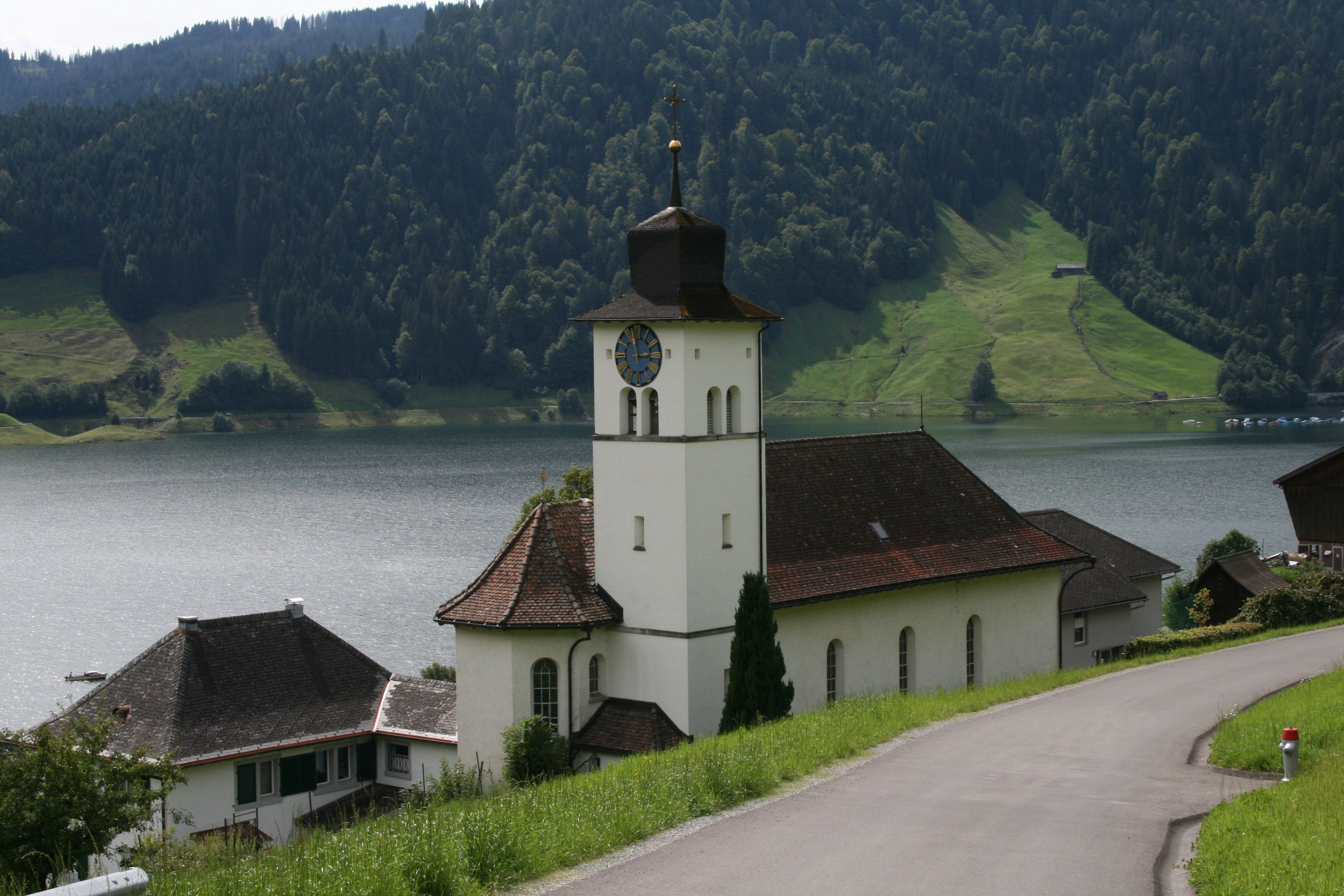
Kostel s jezerem v pozadí

Většina obyvatel (k roku 2000) hovoří německy (97,0 %), druhou nejčastější řečí je italština (1,8 %) a třetí rétorománština (0,6 %).

## Hospodářství
Kromě horského zemědělství, restaurací a rybolovu poskytuje pracovní místa pouze provozovatel elektrárny AG Kraftwerk Wägital. Polovina zaměstnanců pracuje mimo obec, většinou v jiných obcích v okolí, případně v okresním městě Lachen.

## Doprava
Nejbližší železniční stanice je v Siebnen-Wangen na trati Curych–Ziegelbrücke. Dopravní obslužnost obce zajišťují autobusy Postauto.